# Estatua de Joe Arroyo
La estatua de Joe Arroyo es un monumento en Barranquilla, Colombia. Se encuentra ubicada en el parque de los Músicos, en una céntrica y concurrida zona de la ciudad, a un costado del estadio Municipal y de la estación de Transmetro Joe Arroyo. Es visitada regularmente por habitantes de la ciudad, y por extranjeros; según testimonios de personas que viven o trabajan en el sector, cerca de 200 o más personas visitan el monumento durante el día. La estatua es una atracción turística.

## Proyecto

### Primera parte
El proyecto sobre la edificación de un monumento empezó en la administración de Alejandro Char, alcalde de Barranquilla en ese entonces. En un principio, la idea se fue consolidando después de que el artista falleció el 26 de julio de 2011, la misma fue consultada con el periodista Ernesto McCausland, después de dialogar telefónicamente, según el gobernante Char:  

«Tan pronto se produjo el triste deceso de Joe -por una complicación pulmonar-, empezamos a explorar la mejor manera de efectuar un homenaje perdurable, y dimos con la idea de la estatua", sostuvo el funcionario».

A Yino Márquez le fue encargado el proyecto, en el que se invirtieron cerca de $ 150 000 000. Según el artista, el monumento representa la «grandeza musical», producto de una exitosa carrera.

### Futuro proyecto (segunda parte)
Durante el final del mandanto del exalcalde Alejandro Char, se dio vía libre para terminar la segunda parte del proyecto cultural. Char acordó terminar la obra conjuntamente con la futura mandataria, Elsa Noguera, pero no fue posible, según el testimonio de Yino Márquez, escultor de la obra. Los diseños originales describían dos partes del proyecto, la primera que finalmente fue culminada, pero la segunda debe mostrar la parte que «representa el mar, el río y a la gran sociedad».
La segunda parte del proyecto debe terminarse, debido a que la corrosión puede afectar la parte de los tubos que sostienen el monumento, al no encontrarse recubiertos de acero inoxidable.

## Características

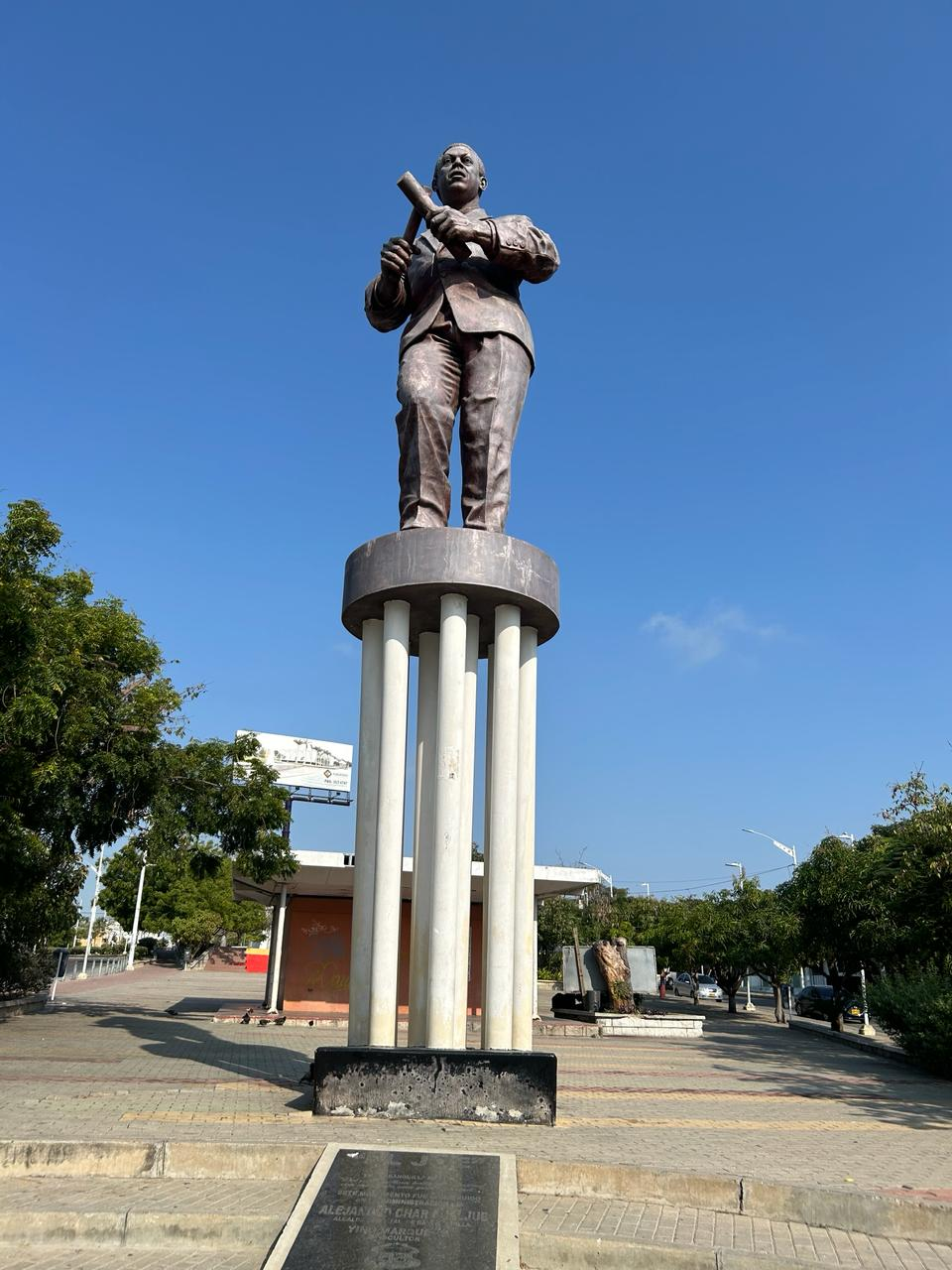
Estatua de Joe Arroyo

La estatua representa al músico tocando la clave. Tiene una altura de 9 metros, con la base alcanza una altura máxima de 16 m y cinco más de longitud y un peso de 17 toneladas. El monumento fue construido en hormigón y bronce y pintada de color rojo bronceado.La estatua reposa sobre varios tubos galvanizados que se encuentran levemente inclinados. 
La obra fue impulsada por el alcalde Alejandro Char y fue realizada por el escultor Yino Márquez.

## Ubicación
El monumento se encuentra en el parque de los Músicos, carrera 46 con calle 72. Detrás de la estatua se encuentra una estación de Transmetro de Barranquilla que también lleva el nombre del cantante, y a un costado, el estadio Municipal.

## Importancia
El alcalde de Barranquilla, Alejandro Char, dedicó una palabras a Joe por su legado musical:

«Joe es Caribe y con esta escultura lo mantendremos vivo para siempre. No hay un mejor lugar que esta plaza para conmemorar y recordar al Joe, como el grande exponente de la música Caribe que fue y seguirá siendo».